# モノテルペン
モノテルペン (Monoterpene) は、テルペンの分類の1つで、2つのイソプレン単位からなり、C10H16の分子式を持つものである。線形（非環式）のものと環を含むものがある。酸化や転位反応等の生化学修飾によって、モノテルペノイドを生成する。

## 非環式モノテルペン
イソペンテニル二リン酸とジメチルアリル二リン酸は、生合成により結合して、ゲラニル二リン酸を形成する。

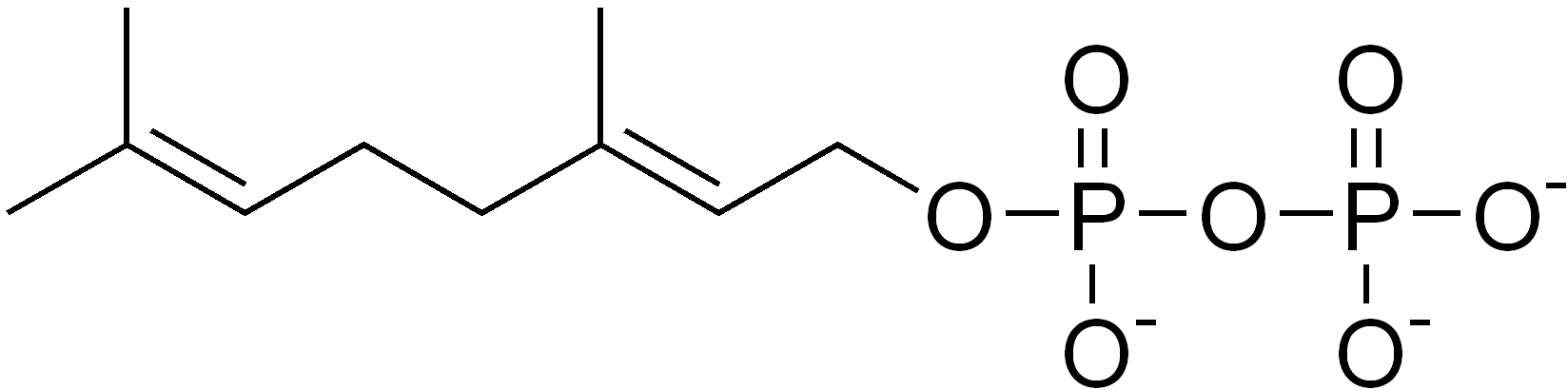
ゲラニルピロリン酸

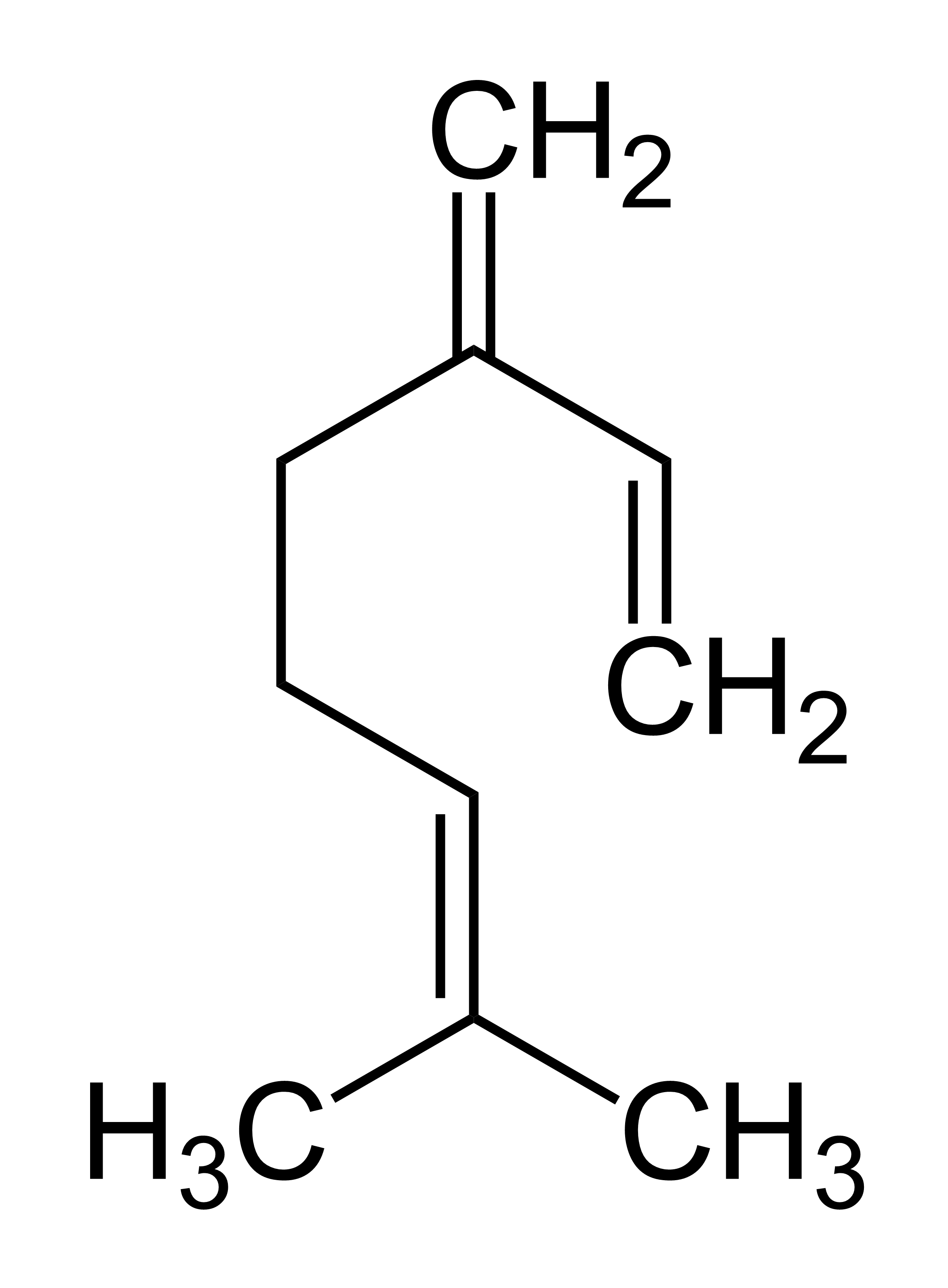
ミルセン

リン酸基の脱離によって、オシメンやミルセン等の非環式モノテルペンが生成する。またリン酸基の加水分解によって、非環式モノテルペンのゲラニオールが生成する。さらに転移や酸化によって、シトラール、シトロネラール、シトロネロール、リナロールやその他多くの化合物が生成する。海洋生物で見られる多くのモノテルペンは、ハロモンのようにハロゲン化されている。

## 単環式モノテルペン
線形構造にイソプレンが結合することで、環が形成される。モノテルペンに最も多く含まれるのは、六員環である。ゲラニル二リン酸を環化すると、
リモネンが生成する。

テルピネン、フェランドレン、テルピノレンも同様に生成する。これらの化合物をヒドロキシル化し脱水すると、シメンが生成する。単環式モノテルペンの誘導体である重要なテルペノイドには、メントール、チモール、カルバクロール等がある。

## 複環式モノテルペン
ゲラニル二リン酸は、二度の環化反応によって、ピネンのような複環式モノテルペンを生成する。

その他の複環式モノテルペンには、カレン、サビネン、カンフェン、ツジェン等がある。樟脳、ボルネオール、シネオールは、それぞれケトン、アルコール、エーテルを含む例である。

## 気候への影響
モノテルペンは森林から放出され、雲凝結核として働くエアロゾルを形成する。このようなエアロゾルは、雲の明るさを増し、温度を下げる。

## 利用
リナロールのようないくつかのモノテルペンは抗細菌活性を持つ。